# Озеро Сновидінь
Озеро Сновидінь (лат. Lacus Somniorum) — місячне море, розташоване в північно-східній частині видимої сторони Місяця. Селенографічні координати об'єкта — 38°00′ пн. ш. 29°54′ сх. д. / 38.0° пн. ш. 29.9° сх. д., діаметр становить 384 км, що робить його найбільшим об'єктом із тих, які називаються озерами. Ім'я йому дав італійський астроном Річчолі. Кордони озера є дещо розмитими; поверхня, сформована з базальтової лави, має низьке альбедо.
На південному заході Озеро Сновидінь з'єднується з Морем Ясності через кратер Посідоній. Нерівномірний східний кордон майже примикає до невеликого кратера Морі, а ближче до півночі сусідить із зруйнованим кратером Вільямс і Озером Смерті.